# Tirà cuacurt
El tirà cuacurt (Muscigralla brevicauda) és un ocell de la família dels tirànids (Tyrannidae) i única espècie del gènere Muscigralla.

## Hàbitat i distribució
Matolls àrids de les zones costaneres del sud-oest de l'Equador i oest del Perú i potser al nord de Xile.